# Cuộc vây hãm Constantinopolis (1203)
Cuộc vây hãm Constantinopolis năm 1203 được tiến hành bởi liên quân Thập Tự Chinh thứ Tư và những người ủng hộ hoàng đế Alexios IV của Đông La Mã. Cuộc vây hãm kết thúc khi quân Thập Tự tràn vào thành phố và Alexios III phải tháo chạy.

## Cuộc bao vây
Ngày 24 tháng 6 năm 1203, quân Thập Tự đã tới gần Constantinopolis. Lúc đầu, quân đội Thập Tự Chinh tấn công vào Chalcedon và Crisopoli nhưng đều bị đánh bật ra khỏi đất liền bởi các kị binh Cataphract thiện chiến từ Anatolia và Nicaea. Các chỉ huy Thập Tự nhận thấy để có thể tấn công vào thành phố thì cần đưa được quân qua eo biển Bosphorus rồi tấn công vào Tháp Galata, nơi đặt một đầu chuỗi xích sắt bảo vệ Golden Horn. Khoảng 200 tàu thuyền lớn nhỏ được giao nhiệm vụ chở các hiệp sĩ, ngựa và phần lớn bộ binh qua eo biển hẹp phía bắc ngoại ô Galata, nơi quân Đông La Mã đang dàn trận dọc bờ biển. Nhờ ưu thế về địa hình mở của bờ biển, các hiệp sĩ Thập Tự nhanh chóng đánh thủng phòng tuyến của quân Đông La Mã, buộc người Hy Lạp phải chạy xuống phía nam. Lừc lượng Thập Tự còn lại đổ bộ lên bờ biển phía nam và công pha Tháp Galata. Người Hy Lạp kháng cự kịch liệt song thất bại. Quân Thập Tự chiếm Tháp rồi hạ chuỗi xích sắt xuống cho hạm đội Venice tiến vào Golden Horn.
Người Venice và người Pháp tin rằng họ sẽ nhận được sự chào đón nồng hậu của dân chúng, nhưng thay vào đó là các cổng thành đóng kín và các cung thủ dày đặc trên những bức tường. Các đợt tấn công của quân Thập Tự đều bị đẩy lùi bởi hỏa lực của quân giữ thành. Các tòa tháp bao vây đều bị những cỗ máy bắn đá và máy bắn nỏ đặt trên các tháp canh phá hủy. Ngày 11 tháng 7, Alexios IV xuất hiện trước các bức tường thành với lá cờ của mình nhằm kêu gọi sự ủng hộ của dân chúng song vô hiệu. Bởi trong mắt người dân Constantinopolis nói riêng và Đông La Mã nói chung, cho dù bị cho là bạo chúa và bị Phương Tây gọi là kẻ soán ngôi nhưng Alexios III vẫn được coi là một hoàng đế chính thống của Đông La Mã. Sau nhiều ngày giao tranh ác liệt, Thập Tự quân cuối cùng cũng tiến được tới chân thành Constantinopolis còn hạm đội Venice tấn công các bức tường ven biển. 5000 ngự lâm quân Varangian đã chiến đấu ngoan cường, đẩy lùi các cuộc tấn công của quân Thập Tự trên đất liền. Quân Venice mặc dù chiếm được một đoạn tường thành với khoảng 25 tháp canh nhưng cũng bị đánh bật ra khi Alexios III mang tổng lực 17 đơn vị (khoảng 8.500 quân) tới cổng St.Romanus để phản kích lại 7 đơn vị Thập tự quân (khoảng 3.500 quân), nhưng thất bại. Cùng lúc này, một đám cháy lan rộng ra trong thành phố trong vòng ba ngày đã khiến 20,000 người mất nhà cửa.
Ngày 18 tháng 7 năm 1203, quân Venice cuối cùng cũng mở được một cổng thành và tràn vào. Nhận thấy tình thế đã thay đổi, Alexios vội mang theo gia đình và toàn bộ ngân khố bỏ chạy về Tiểu Á. Sáng hôm sau, Thập Tự quân đã vô cùng ngạc nhiên khi thấy dân chúng phóng thích Isaac II khỏi nhà lao và tuyên bố ông là hoàng đế Đông La Mã, mặc dù lúc này ông đã bị mù và sức khỏe sa sút. Quân Thập Tự buộc Isaac II phải tuyên bố con trai của ông, Alexios IV làm đồng hoàng đế vào ngày 1 tháng 8, rồi chấm dứt cuộc vây hãm.

## Sau cuộc bao vây
Ngày 1 tháng 8 năm 1203, Alexios IV Angelos được trao vương miện hoàng đế của Đế quốc Đông La Mã, người sau đó đã cố gắng để ổn định tình tình thành phố song không thành công. Ngân khố của đế quốc trống rỗng, các giáo sĩ phản đối kịch liệt việc sáp nhập lại hai nhà thờ và quay ra chống đối lại hoàng gia. Quân đội Latin cần lương thực đã tự tán công vào các khu chợ và cửa hàng. Sự thù địch lan tràn khắp các đường phố. Dân chúng tấn công vào các binh sĩ Thập Tự quân và những thương gia Latin. Lửa cháy lan rộng ra cả một phần của thành phố, hủy hoại nhiều tàu chiến của Venice đang neo đậu trong Golden Horn.
Ngày 25 tháng 1 năm 1204, hoàng thân Alexios Doukas tiến hành một cuộc chính biến, lật đổ Alexios IV và Issac II. Ngày 8 tháng 2, Alexios IV bị xử tử trước dân chúng còn Issac II chết một cách bí ẩn. Ngay sau đó, Thập Tự quân tuyên bố chiến tranh với thành Constantinopolis. Tháng 3 năm 1204, Thập Tự quân và lãnh đạo Venetian đã quyết định chinh phục hoàn toàn Constantinopolis, đồng thời đưa ra một thỏa thuận chính thức để phân chia đế chế Đông La Mã với nhau. Đến cuối tháng 3, quân đội kết hợp đã bắt đầu vây hãm Constantinopolis. Hoàng đế Alexios V liền tăng cường hàng phòng thủ cho thành phố và động viên thêm binh lính tới giữ thành.